# کانینو
کانینو (به ایتالیایی: Canino) یک کومونه در ایتالیا است که در استان ویتربو واقع شده‌است.

## خصوصیات
کانینو ۱۲۳٫۴۹ کیلومترمربع مساحت و ۵٬۳۲۳ نفر جمعیت دارد و ۲۲۹ متر بالاتر از سطح دریا واقع شده‌است.